# 桑原万寿太郎
桑原 万寿太郎（くわばら ますたろう、1909年10月15日 - 1998年2月17日）は、日本の動物行動学者、基礎生物学研究所・九州大学名誉教授。
東京府生まれ。1933年北海道帝国大学理学部動物学科卒、1944年同理学部助教授、1949年「蜜蜂の空間定位に於ける触角の機能 (独文)」で北海道大学理学博士、1949年九州大学理学部教授、1973年定年退官、名誉教授、上智大学教授、1977年岡崎国立共同研究機構基礎生物学研究所初代所長、1981年岡崎国立共同研究機構長兼基礎生物学研究所長、1983年退官、名誉教授。
ミツバチの帰巣行動などを題材に、昆虫の生理、行動、感覚などの仕組みを研究、動物行動学を広く紹介した。1955年『ミツバチの世界』で産経児童出版文化賞、1963年『動物と太陽コンパス』で毎日出版文化賞受賞。

## 出演番組
- 大学講座 行動の生物学（NHK教育）

## 著書

### 単著、編さん
- 『蜜蜂の帰巣』（初版）北方出版社〈理學モノグラフ 6〉、1947年。
  - 『蜜蜂の帰巣』（再版）北方出版社〈理学モノグラフ 6〉、1948年。
- 『新しい動物學 : 初めて動物學を學ぶ人たちへ』靑雲書院、1948年。
- 『昆虫の感覚』創元社〈科学の泉 28〉、1949年。
- 『蜜蜂の感覚』養蜂技術協会〈月刊ミツバチ双書 第6〉、1951年。
- 『ミツバチの世界』岩波書店〈少国民のために〉、1954年。
  - 『ミツバチの世界』岩波書店〈少国民のために〉、1969年。
  - 『ミツバチの世界』講談社〈全集日本動物誌 7〉、1982年11月、3-98頁。
- 『動物の心をさぐる : 本能と感覚のすがた』慶応通信、1956年。
- 『動物と太陽コンパス』岩波書店〈岩波新書〉、1963年。
  - 『動物と太陽コンパス』岩波書店〈岩波新書　青版〉、1967年。
  - 『動物と太陽コンパス』岩波書店〈岩波新書〉、1977年。
  - 『動物と太陽コンパス』岩波書店〈岩波新書 青版〉、1979年。
- 『動物の体内時計』岩波書店〈岩波新書 青版 613〉、1966年。
  - 『動物の体内時計』岩波書店〈岩波新書〉、1967年。
  - 『動物の体内時計』岩波書店〈岩波新書 G94〉、1979年。
- 『動物の生理を探る』講談社〈講談社現代新書〉、1967年。
- 『生物と情報』日本放送出版協会〈NHK情報科学講座 7〉、1968年。
  - 『NHK情報科学講座 7』日本放送出版協会、1970年。
  - 『生物と情報』日本放送出版協会〈NHK情報科学講座 7〉、1974年。
  - 『ＮＨＫ情報科学講座 第７』日本放送出版協会、1969年。
- 『帰巣本能』日本放送出版協会〈NHKブックス 128〉、1970年。
  - 『帰巣本能 : その神秘性の追求』日本放送出版協会〈NHKブックス 128〉、1973年。
  - 『帰巣本能 : その神秘性の追究』日本放送出版協会〈NHKブックス 128〉、1975年。
  - 『帰巣本能 : その神秘性の追究』日本放送出版協会〈NHKブックス 128〉、1978年。ISBN 9784140011287。
  - 『帰巣本能 : その神秘性の追究』日本放送出版協会〈NHKブックス 128〉、1980年。
  - 『帰巣本能』日本放送出版協会、1987年。
- 『動物たちのマイホーム』講談社、1986年3月。
- 『動物の本能』岩波書店〈岩波新書〉、1989年2月。

### 共著、共編
- 『動物感覚生理実験法』（岡田弥一郎 編）中山書店〈生物学実験法講座. 第8巻 B〉、1954年。
- 『感覚情報Ⅰ：受容一般・光受容』（北川敏男 等編）共立出版〈情報科学講座 B・6・1〉、1967年。
  - 『感覚情報 1』共立出版、1970年。
- 『感覚情報 2』共立出版、1971年。
- 『新生物』（加藤陸奥雄、藤茂宏 共著）実教出版、1966年。
  - 『新生物』実教出版、1967年。
  - 『新生物』実教出版、1969年。
  - 『新生物』実教出版、1970年。
  - 『新生物Ⅰ』実教出版、1972年。
  - 『新生物』実教出版、1973年。
  - 『新生物』実教出版、1974年。
  - 『新生物Ⅱ』実教出版、1973年。
- 『新生物 : 指導書』（加藤陸奥雄、藤茂宏 共著）実教出版、1966年。
  - 『新生物 : 指導書』実教出版、1973年。
  - 『新生物 : 指導書』実教出版、1974年。
- 『内田先生と私』（蜜蜂と花時計）旺文社〈旺文社文庫〉、1982年。
- 『感覚-行動の生物学』（森田弘道 共編）岩波書店、1983年12月。

### 翻訳、監訳
- マーガレット・O・ハイド『動物時計とコンパス』（P.A.ハッチソン 画）学習研究社〈少年少女科学読物1〉、1970年。
- カール・フォン・フリッシュ『ミツバチの生活から』（原書第8版）岩波書店、1975年。
  - カール・フォン・フリッシュ『ミツバチの生活から』筑摩書房〈ちくま学芸文庫〉、1997年。
- カール・フォン・フリッシュ『十二の小さな仲間たち : 身近な虫の生活誌』思索社、1978年。
- D.R.グリフィン『動物に心があるか 心的体験の進化的連続性』1979.5 (岩波現代選書)
- ロビン・ベーカー 編『図説生物の行動百科 渡りをする生きものたち』朝倉書店、1983年9月。
  - ロビン・ベーカー 編『図説生物の行動百科 渡りをする生きものたち』（普及版）朝倉書店、2003年。
  - ロビン・ベーカー 編『図説生物の行動百科 渡りをする生きものたち』（新装版）朝倉書店、2012年10月。
- R.A.ハインド『行動生物学 : ヒトの社会行動の基礎. 上』（桑原万寿太郎、平井久 監訳）講談社、1977年。
- R.A.ハインド『行動生物学 : ヒトの社会行動の基礎. 下』（桑原万寿太郎、平井久 監訳）講談社、1977年。

### 論文、雑誌
- 『Ueber die Funktion der Antennen der Honigbienen (Apis mellifica) in bezug auf der Raumorientierung』（蜜蜂の空間定位に於ける触角の機能）博士論文、1949年3月2日。
- 佐無田竧、桑原万寿太郎「アメリカザリガニの眼の網膜細胞における色素移動の日週期性について(生理・生化学)」『動物学雑誌』第63巻3・4、東京動物學會、1954年4月15日、76頁。
- 桑原万寿太郎 他「昆虫の条件反射偏(生理・生化学)」『動物学雑誌』第63巻3・4、東京動物學會、1954年4月15日、77-78頁。

インセクタリゥム 編集委員会（編）『インセクタリゥム』、東京動物園協会
- 「昆虫と私 ミツバチの秘める神秘」『インセクタリゥム』第7巻2(74)、1970年2月。
- 『インセクタリゥム』、東京動物園協会。
- 『インセクタリゥム』、東京動物園協会。
- 『インセクタリゥム』、東京動物園協会。
- 『インセクタリゥム』、東京動物園協会。
- 『インセクタリゥム』、東京動物園協会。

### 『科学』、岩波書店
- 「巻頭言 生体感覚」『科学』第40巻第10号、岩波書店、1970年10月、505頁。
- 「複眼によるパターン識別」『科学』第40巻第10号、岩波書店、1970年10月、506-512頁。
- エースアート株式会社（編）「基礎特集 生体情報の伝達と制御 感覚情報系 光受容」『臨床科学』第4巻第12号、エースアート、1968年12月、1498-1504頁。
- ソフィア編集委員会（編）「動物のコミュニケーション」『ソフィア = Sophia』第25巻4(通号 100)、上智大学、1976年12月、313～328。

## 関連文献
- 『感覚情報Ⅱ：化学・音・機械受容』（北川敏男 等編）共立出版〈情報科学講座 B・6・2〉、1968年。ISBN 9784320020153。